# 马克逊马先蒿
马克逊马先蒿（学名：Pedicularis maxonii）是列当科马先蒿属的植物，是中国的特有植物。分布于中国大陆的云南等地，生长于海拔3,000米的地区，多生长在高山草地中，目前尚未由人工引种栽培。